# De arboribus
De arboribus (Über Bäume) ist ein kurzes Lehrbuch aus dem ersten Jahrhundert n. Chr. in lateinischer Sprache, das hauptsächlich den Weinanbau behandelt. Möglicherweise ist Lucius Iunius Moderatus Columella der Autor.

## Überlieferung
In allen erhaltenen Handschriften der de re rustica (Columella) befindet sich mit dem liber de arboribus ein offensichtlicher Fremdkörper zwischen dem zweiten und dritten Buch. In der gedruckten Ausgabe des Jocundus Veronensis 1514 bei Aldus Manutius wurde der liber de arboribus als dreizehntes Buch an das Ende gestellt, wo es in den meisten Ausgaben blieb.

## Der Autor und Beziehung zu Columella
Da der liber de arboribus in das große landwirtschaftliche Werk de re rustica des Columella integriert war und dasselbe Thema behandelt, nahm man an, dass Columella auch der Autor dieses kleinen Werkes sei. Gleich zu Beginn des Buches wird auf einen vorangegangenen Band verwiesen, so dass man davon ausging, dass es sich um den Rest eines mehrbändigen Werkes handelt.
Kapitel 1 bis 16 behandeln den Weinanbau und stehen in vielerlei Verknüpfung zu Buch 3 und 4 des Columella. Die folgenden Kapitel über den Obstanbau sind weitgehend fast wortgleich mit Teilen des Buches 5.
Möglicherweise handelt es sich bei dem kurzen liber de arboribus um den Teil einer ersten Fassung, die Columella in jungen Jahren verfasst hat. Wobei das spätere Werk wesentlich umfangreicher und auch qualitätvoller ist.
Andere Bearbeiter kommen aufgrund von Textvergleichen und Stilanalysen zu der Meinung, dass Columella nicht der Autor ist. Vielmehr habe ein späterer Autor, dem außer dem Werk des Columella auch Bücher des Plinius der Ältere und anderer Autoren vorlagen, eine kurze, vereinfachende Darstellung gegeben.

## Inhalt
In den Kapiteln 1 bis 16 wird der Rebanbau dargestellt. Von der Auswahl der Pflanzreiser und Verarbeitung des Bodens bis zum Beginn der Ernte werden alle Verarbeitungsschritte beschrieben. Ernte und Keltern finden keine Beachtung. Die Schilderungen sind im Allgemeinen sehr sachlich. Aber auch abergläubische Inhalte fanden Eingang (15. Kapitel):

...plenam lunam observabimus, cum erit in signo Leonis ..., et noctu ad lunam putabimus.
...wartet man den Vollmond ab, wenn er im Zeichen des Löwen ... steht, und beschneidet die Reben nachts bei Mondschein.

Ab Kapitel 16 wird der Anbau verschiedener Nutzbäume behandelt. Besonders wird auf Ölbaum, Feigenbaum und den Schneckenklee eingegangen.

## Textausgabe und Übersetzung
- Lucius Iunius Moderatus Columella: Zwölf Bücher über Landwirtschaft, Buch eines Unbekannten über Baumzüchtung. Herausgegeben und übersetzt von Will Richter, München und Zürich 1982